# Vasile Ghenzul
Vasile Ghenzul (n. 1885 - d.  1970), conducător al cooperației basarabene,  om politic român, care a făcut parte din Sfatul Țării din Basarabia.

## Biografie
În 1917 a votat pentru unirea dintre Basarabia și România.